# Ведегето (Болоња)
Ведегето (итал. Vedegheto) је насеље у Италији у округу Болоња, региону Емилија-Ромања.
Према процени из 2011. у насељу је живело 73 становника. Насеље се налази на надморској висини од 432 м.